# プリプリ SUMMERキッス
「プリプリ♥SUMMERキッス」（プリプリ・サマーキッス）は、SUPER☆GiRLSの5枚目のシングル。2012年7月4日にiDOL Streetから発売された。

## 概要
「1,000,000☆スマイル」以来3ヶ月ぶりのリリース。「プリプリ♥SUMMERキッス」のMVはサイパンで撮影された。c/wの「明日へSTEP!」は、所属レーベルiDOL Streetにおける収録当時の所属者全員（SUPER☆GiRLS・Cheeky Parade・ストリート生2期生）で歌唱されている。
「プリプリ♥SUMMERキッス」がライブで初披露されたのは2012年4月29日に日比谷野外大音楽堂で行われた「SUPER☆GiRLS 1st Live Tour 〜エビバディSMiLE!!〜」である。また、ラジオで初OAされたのは2012年5月13日放送の「SUPER☆GiRLS宮崎理奈のナイスみやり!」である。

## 収録曲

### CD+DVD
1. プリプリ♥SUMMERキッス
  - 作詞：Litz、作曲：丸山真由子、編曲：鈴木Daichi秀行
2. 南風パヤパヤ
  - 作詞：BOUNCEBACK、作曲：松田純一、編曲：清水武仁

70,80年代のアイドルソングをイメージした楽曲である[2]。
3. 明日へSTEP!
  - 作詞：栗原暁（Jazzin' park）、作曲：松田純一、編曲：THE ROG、歌：iDOL Street All Members

DVD（ジャケットA ver.）
1. プリプリ♥SUMMERキッス（Music Video）
2. プリプリ♥SUMMERキッス（Music Video Making）
3. プリプリ♥SUMMERキッス（メンバー別個別CM集）

DVD（ジャケットB ver.）
1. 明日へSTEP! (Song by iDOL Street All Members)（Music Video）
2. A Message From iDOL Street

### CD ONLY（ジャケットC ver.）
1. プリプリ♥SUMMERキッス
2. 南風パヤパヤ
3. 明日へSTEP!
4. プリプリ♥SUMMERキッス（Instrumental）
5. 南風パヤパヤ（Instrumental）
6. 明日へSTEP!（Instrumental）

### CD ONLY（ジャケットD ver.）
1. プリプリ♥SUMMERキッス
2. 南風パヤパヤ
3. 明日へSTEP!

### CD ONLY（メンバー別ジャケット ver.）
1. プリプリ♥SUMMERキッス
2. 南風パヤパヤ
3. 明日へSTEP!
4. オリジナルCDドラマ「SUPER☆GiRLS 超絶学園　スクールデイズコレクション　ゴージャスなバカンス！？」
5. 初恋グラフィティ（八坂沙織 Special Solo Version） (八坂沙織ver.のみ)

## イベント
| 日程                                  | 公演名                                                                                       | 会場                                                                        | 備考 |
| ------------------------------------- | -------------------------------------------------------------------------------------------- | --------------------------------------------------------------------------- | --- |
| 2012年 5月4日                         | イトーヨーカドーpresents「SUPER☆GiRLS スペシャルライブ〜恋☆水着で、プリプリ♥SUMMERキッス〜」 | イトーヨーカドー葛西                                                        | ミニライブ・グループ別握手会 |
| 5月5日                                | イトーヨーカドーpresents「SUPER☆GiRLS スペシャルライブ〜恋☆水着で、プリプリ♥SUMMERキッス〜」 | アリオ亀有                                                                  | ミニライブ・グループ別握手会 |
| 5月12日・ 5月19日・ 5月20日・ 5月26日 | 予約購入イベント グループ別握手会                                                            | avex本社                                                                    | 各日3部制 mu-moショップで販売された参加券付き商品購入者対象                                                                              |
| 6月16日・ 6月23日・ 6月30日・ 7月1日  | 予約購入イベント グループ別握手会<追加分>                                                    | avex本社                                                                    | 各日3部制 mu-moショップで販売された参加券付き商品購入者対象 6月30日のみSUPER☆GiRLSが参加、他日程はCheeky Paradeとストリート生2期生が参加 |
| 7月4日                                | 発売記念「感謝のキモチを込めて、お店にお邪魔します!!」                                       | SHIBUYA TSUTAYA タワーレコード渋谷 タワーレコード新宿 HMV札幌ステラプレイス | グループ別握手会 4日・5日はSUPER☆GiRLSが参加、6日はCheeky Paradeとストリート生2期生が参加                                                |
| 7月5日                                | 発売記念「感謝のキモチを込めて、お店にお邪魔します!!」                                       | アキバ☆ソフマップ1号店 タワーレコード秋葉原 アニメイト新宿                  | グループ別握手会 4日・5日はSUPER☆GiRLSが参加、6日はCheeky Paradeとストリート生2期生が参加                                                |
| 7月6日                                | 発売記念「感謝のキモチを込めて、お店にお邪魔します!!」                                       | HMV大宮LOFT HMVラゾーナ川崎 TSUTAYA EBISUBASHI ミドリJR尼崎                 | グループ別握手会 4日・5日はSUPER☆GiRLSが参加、6日はCheeky Paradeとストリート生2期生が参加                                                |
| 7月7日                                | 発売記念 握手会イベント「めちゃ ビバSUMMER!!」                                               | よみうりランド オープンシアターEAST                                         | ミニライブ・グループ別握手会 7日はCheeky Paradeとストリート生2期生・3期生も参加                                                          |
| 7月8日                                | 発売記念 握手会イベント「めちゃ ビバSUMMER!!」                                               | 千里セルシー                                                                | ミニライブ・グループ別握手会 7日はCheeky Paradeとストリート生2期生・3期生も参加                                                          |
| 7月21日・ 9月8日                      | 個別握手会                                                                                   | 竹芝ニューピアホール                                                        | 各日12部制 mu-moショップで販売された参加券付き商品購入者対象 Cheeky Paradeとストリート生2期生・3期生も参加                               |